# Порт Хенри (Њујорк)
Порт Хенри (енгл. Port Henry) град је у америчкој савезној држави Њујорк.

## Демографија
По попису из 2010. године број становника је 1.194, што је 42 (3,6%) становника више него 2000. године.
| Група             | 2000.         | 2010.         |
| Белци             | 1.118 (97,0%) | 1.140 (95,5%) |
| Афроамериканци    | 6 (0,5%)      | 3 (0,3%)      |
| Азијати           | 7 (0,6%)      | 3 (0,3%)      |
| Хиспаноамериканци | 15 (1,3%)     | 35 (2,9%)     |
| Укупно            | 1.152         | 1.194         |